# Peyret-Mauboussin X
Le Mauboussin type X, plus connu comme Peyret-Mauboussin X, est un avion de tourisme monoplan conçu par Pierre Mauboussin et Louis Peyret, construit en 1928. Il remporte 7 records mondiaux : 5 en version avion avec Charles Fauvel, 2 en version hydravion (PMH X bis) avec le pilote Vercruysse.

## Conception

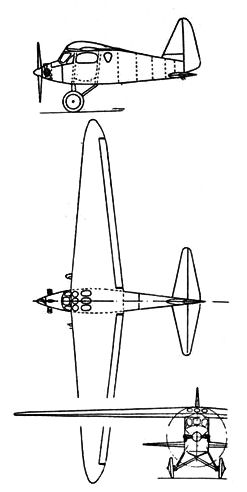

Le PM X est un avion initié par Pierre Mauboussin, puis en partenariat avec Louis Peyret. C'est un monoplan à aile haute construite d'un seul tenant. L'aile est assemblée à la cellule par 4 boulons. Il se caractérise par sa cabine de pilotage fermée. Il est équipé d'un moteur ABC Scorpion qui a été choisi pour sa sobriété et sa robustesse sur les conseils du pilote Georges Barbot.
L'unique appareil est construit par Peyret dans ses ateliers de Suresnes, à l'exception de la voilure qui est réalisée par Letord à Meudon pour des raisons de place.
Charles Fauvel, recommandé par Peyret, s'est occupé de la mise au point.
Inscrit au concours d'avions léger de septembre 1928 à Orly, il n'est pas prêt à temps.

## Exploitation

### Version terrestre
Charles Fauvel remporte en septembre 1929 les 4 records internationaux ouverts dans la catégorie des avions de moins de 200 kg, :
- Vitesse : 139,534 km/h
- Altitude : 5 193 m
- Distance en circuit fermé : 700 km
- Distance en ligne droite : 852,109 km

Lorsque la fédération aéronautique internationale rouvre le record de durée en 1930, Fauvel le remporte avec un vol 12 h 3 min 3 s (reprenant au passage le record de distance en circuit fermé qui avait été enlevé peu avant).

### Hydravion
En novembre 1930, et une fois transformé en hydravion, le pilote Vercruyse remporte le record mondial d'altitude (3 461 m) et de vitesse (122,781 km/h) dans la catégorie des hydravions de moins de 250 kg.
Le 24 décembre 1930, Vercruyse a une panne moteur lors d'une tentative de record de distance. Il atterrit sain et sauf sur une voie ferrée, mais l'avion est irrécupérable.

## Variantes
En 1930, l'unique exemplaire construit est converti en hydravion sous le code PMH X bis (pour une augmentation de la masse de 32 kg).

## Autres caractéristiques
La voilure de 10 m d'envergure est réalisée d'un seul tenant. Elle est fixée à la cellule par quatre boulons (ce qui permet de la remettre dans l'axe pour faciliter le transport).
Pour entrer dans la catégorie des avions de moins de 200 kg (il en faisait initialement 203), Peyret remplace le train d'atterrissage sans essieu par un train en dural avec essieu.